# Arťom Dacišin
Arťom Viktorovič Dacišin (ukrajinsky Артем Вікторович Дацишин, 26. ledna 1979 Cherson – 17. března 2022 Kyjev) byl ukrajinský baletní tanečník, v letech 1997 až 2019 sólista Ukrajinské národní opery Tarase Ševčenka v Kyjevě.

## Život
V roce 1997 absolvoval Kyjevskou státní choreografickou školu, načež byl přijat do souboru Ukrajinské národní opery. V září 2001 vystupoval v představení Carmen s primabalerinou Anastasií Voločkovou na londýnské scéně Sadler's Wells Theatre. Kromě většiny evropských zemí vystupoval i v Kanadě, Libanonu či Japonsku.
Byl těžce raněn při ruském ostřelování Kyjeva 26. února 2022. Zemřel o tři týdny později v nemocnici. Je pohřben na kyjevském Bajkovově hřbitově.

## Výběr z repertoáru
- Bajadéra (Ludwig Minkus)
- Coppélia (Léo Delibes)
- Don Quijote (Ludwig Minkus)
- Giselle (Adolphe Adam)
- Labutí jezero (Petr Iljič Čajkovskij)
- Raymonda (Alexandr Glazunov)
- Romeo a Julie (Sergej Prokofjev)
- Svěcení jara (Igor Stravinskij)
- Šeherezáda (Nikolaj Andrejevič Rimskij-Korsakov)
- Šípková Růženka (Petr Iljič Čajkovskij)